# Alloclemensia americana
Alloclemensia americana är en fjärilsart som beskrevs av Nielsen 1981. Alloclemensia americana ingår i släktet Alloclemensia och familjen bladskärarmalar. Inga underarter finns listade i Catalogue of Life.